# Горный дрозд-отшельник
Горный дрозд-отшельник (лат. Myadestes townsendi) — вид воробьиных птиц из семейства дроздовых. Выделяют два подвида. Распространены в Северной Америке. Видовое название дано в честь американского натуралиста, орнитолога и коллекционера Джона Керка Таунсенда (англ. John Kirk Townsend; 1809—1851).

## Описание
Горный дрозд-отшельник достигает длины 20—22 см и массы от 30 до 35 г. Характеризуется стройным телосложением, коротким и широким клювом и относительно длинным хвостом. Нет сезонных изменений в окраске оперения, и половой диморфизм не выражен. У взрослых особей общая окраска оперения серого цвета; сверху немного темнее, чем снизу. Маховые перья тёмно-серые с широкой желтовато-коричневой полосой у основания; третьестепенные маховые перья с белой окантовкой. Внешние опахала и дистальная половина внутреннего опахала крайних рулевых перьев белого цвета; четвёртые пятые рулевые перья с белыми кончиками. Желтовато-коричневая полоса поперек основания маховых перьев и белые внешние рулевые перья обычно частично скрыты у сидящих птиц, но заметны в полете. Радужная оболочка тёмно-коричневая. Узкое окологлазное кольцо белого цвета. Клюв и ноги чёрные. У молодых особей контурные перья густо испещрены чёрными, желтовато-коричневыми и белыми пятнами как на верхней, так и на нижней стороне; окраска крыльев и хвоста такая же, как у взрослых.

## Вокализация
Горный дрозд-отшельник как в сезон размножения, так и в местах зимовки поёт с присады на высоких открытых деревьях. В сезон размножения самцы также поют в полёте. Самец начинает песню на верхушке дерева, затем взлетает на высоту >100 м над землей и начинает медленно кружить или зигзагообразно двигаться по большой площади воздушного пространства с медленными взмахами крыльев; поёт непрерывно или несколькими короткими сериями. Показ заканчивается крутым зигзагообразным снижением. Песня сложная, часто продолжительная; состоит из быстрых, чётких, переливчатых нот. Ноты могут звучать вместе непрерывно или быть организованы в короткие фразы (группы нот, разделенные короткими паузами) и могут резко меняться по высоте тона. Пение происходит сериями, в течение которых одна фраза может повторяться несколько раз или много разных фраз, исполняемых последовательно. Продолжительность одного цикла пения варьируется, но может достигать 30 мин в сезон размножения, а зимой средняя продолжительность составляет 61 сек. Некоторые песни поются с одинаковой громкостью; другие начинаются или заканчиваются очень тихо и имеют громкую среднюю часть. Зимой некоторые песни очень тихие на протяжении всего времени. Позывки представлены четырьмя типами звуков, фонетически передаваемых как «tew», «waa», «chirk» и «kree».

## Места обитания
Горный дрозд-отшельник встречается на высоте 350—3600 м над уровнем моря. Редко опускается до уровня моря или выше линии леса в скалистых альпийских районах. Типичная среда обитания в сезон размноженичя — хвойный лес с различными доминирующими видами сосен (Pinus), тсуг (Tsuga), пихт (Abies) и елей (Picea). В Скалистых горах встречается во всех основных хвойных лесных сообществах, включая смешанные хвойные, елово-пихтовые и кедрово-тсуговые леса. Реже встречается в смешанных хвойно-лиственных лесах, таких как сосново-дубовый (Pinus-Quercus) лес в Мексике или сосны с тополем осинообразным (Populus tremuloides) в Скалистых горах. Предпочитает относительно разреженные насаждения густому лесу, включая области, прореженные легкими пожарами или выборочной вырубкой, обычно с редким кустарниковым ярусом и небольшим растительным покровом. Не избегает опушек леса, например, на границе деревьев или около просветов зарослей чапараля или каменистых осыпей. 
На местах зимовок предпочитает обычно более низкие высоты над уровнем моря, чем в сезон размножения: от уровня моря в прибрежных районах до 2000 м в горных долинах. Основная зимняя среда обитания — можжевеловые или сосново-можжевеловые (Pinus-Juniperus) леса, которые обеспечивают предпочтительный или исключительный зимний пищевой ресурс — ягоды можжевельника. Разнообразие видов можжевельника может иметь большее влияние, чем обилие можжевельника. Поскольку оптимальная среда обитания в зимнее время должна содержать не только обильную пищу, но и заметные присады для пения и наблюдения, чтобы снизить затраты на защиту территории, возможно, что экотонные области с разбросанными высокими соснами предпочтительнее чистого можжевелового леса, и что крутые склоны каньона предпочтительнее ровной поверхности.

## Подвиды и распространение
Выделяют два подвида:
- Myadestes townsendi townsendi  (Audubon, 1838)  — Аляска, Канада, США;
- Myadestes townsendi calophonus  Moore, 1937 — Мексика.